# Textilia
Textilia Group A/S (Tidligere De Forenede Dampvaskerier, forkortet DFD) er en dansk vaskeri-virksomhed, der blev etableret i 1958.
Textilia driver 20 vaskerier i Skandinavien.

## Historie
Textilia blev grundlagt af Kristian Peter Thorgaard da han i 1958 købte Lunds Kitteldepot. I 1961 købte han endnu et firma, Kivi. Det blev kaldt Kivi Kittel, hvilket senere ledte til ledte senere til navnet Kivi Tex
Kivi-Tex købte virksomheden Elite Miljø i 2004. I 2017 købte den det svenske firma Textilia fra Accent Equity.